# The Attorney
Người luật sư (tiếng Hàn: 변호인; Romaja: Byeonhoin; Tựa đề tiếng Anh: The Attorney) là bộ phim điện ảnh Hàn Quốc về đề tài luật sư phát hành năm 2013. Đây là phim đầu tay của đạo diễn kiêm biên kịch Yang Woo-suk (trước đây Yang là một nhà sản xuất phim và là tác giả webtoon). Với 11.375.954 vé bán ra và doanh thu đạt ₩ 82900000000, Người luật sư lọt vào top 10 phim nội có doanh thu cao nhất xứ sở Kim Chi và có doanh thu cao thứ 2 năm 2013.
Truyện phim lấy bối cảnh biến động chính trị có thật trong xã hội Hàn Quốc ở đầu thập niên 1980, khi Nam Hàn trong giai đoạn gần như rách bươm bởi những cuộc xuống đường biểu tình của sinh viên học sinh nhằm phản đối tình trạng thiếu dân chủ của đất nước dưới thời chính quyền độc tài Chun Doo-hwan. Oan án của cậu học trò trong phim làm cho khán giả nhớ tới “trường hợp Burim”, một cố sự xảy ra năm 1981 khi Cơ quan Pháp Luật Hàn Quốc bắt giữ 22 học sinh, giáo viên và nhân viên văn phòng của một câu lạc bộ sách thuộc ngành khoa học xã hội. Họ bắt giam trái phép và tra tấn các nạn nhân. Trong số đó, 19 người bị truy tố và bị kết án từ 1- 6 năm tù giam. Nhưng sau đó, họ được thả và các hoạt động của họ được công nhận như một phong trào ủng hộ dân chủ. Vì vậy, Người luật sư được nhiều khán giả Hàn Quốc xem như là bức thư cám ơn của những người bị hại gửi tặng đến cố tổng thống Roh Moo-hyun, người đã tham gia giải cứu cho một nhóm sinh viên bị bắt và tra tấn vào năm 1981.

## Nội dung
Lấy bối cảnh những năm cuối thập niên 70, đầu thập niên 80 thế kỷ trước, Người luật sư là câu chuyện về Song Woo-suk (Song Kang-ho), một luật sư về thuế vụ và nhà đất. Bộ phim bắt đầu một cách nhẩn nha với những lát cắt về cuộc sống của Woo-suk từ khi anh còn là một luật sư bị giới luật gia coi thường cho đến khi gia nhập tầng lớp trung lưu nhờ chăm chỉ tìm kiếm các thương vụ làm ăn. Là một người đặt mục tiêu nuôi sống gia đình lên trên hết, luật sư Song không mấy quan tâm đến những sự kiện chính trị nóng hổi của đất nước thời bấy giờ. Anh thờ ơ với các phong trào đòi dân chủ của sinh viên trước những chính sách độc tài của chính phủ đương thời dưới quyền tổng thống Chun Doo-hwan. Mọi chuyện thay đổi khi cậu con trai của một người bạn mà Song kính trọng bất ngờ bị tống giam và bị khép tội phản quốc đầy oan uổng chỉ vì cậu đã tham gia vào một hội đọc sách. Park Jin-woo (Yim Si-wan) bị cáo buộc là tuyên truyền về chủ nghĩa cộng sản trong thời điểm mọi sự ủng hộ dành cho cộng sản đều bị coi là chống đối chính quyền và mưu phản tại Hàn Quốc. Đối diện một vụ án mà kết quả gần như chắc chắn đã được định đoạt từ trước, Song Woo-suk vẫn quyết định bào chữa cho người thanh niên trẻ vì quá phẫn nộ trước việc cảnh sát sử dụng nhục hình để bức cung các thành viên trong hội đọc sách. Sự kiên định của Song Woo-suk đi kèm một cái giá rất đắt là những rủi ro đối với chính sự nghiệp và cuộc sống đời thường của anh.
| “                       | Cho dù đá có cứng đến đâu thì cũng chỉ là vật thể chết.Trứng gà mềm nhưng nó là một sinh vật sống. Đá cuối cùng cũng sẽ bị vỡ vụn, nhưng trứng cuối cùng cũng sẽ tiến hóa vượt mặt đá. | ” |
| — Nhân vật Park Jin-woo | |   |

## Diễn viên
- Song Kang-ho vai Song Woo-suk[12]
- Kim Young-ae vai Choi Soon-ae
- Yim Si-wan vai Park Jin-woo
- Oh Dal-su vai Park Dong-ho
- Kwak Do-won vai Cha Dong-young
- Lee Sung-min vai Lee Yoon-taek
- Jung Won-joong như Luật sư Kim Sang-pil
- Song Young-chang vai Thẩm phán
- Jo Min-ki vai Công tố viên Kang Young-cheol
- Lee Hang-na vai Vợ Song Woo-seok
- Cha Eun-jae vai Thư ký Moon
- Jung Joon-won vai Song Gun-woo
- Cha Gwang-soo vai Park Byeong-ho
- Ryu Soo-young vai Lee Chang-joon (khách mời)

## Doanh thu
Sau mười ngày phát hành, Người luật sư đã bán được 3,4 triệu vé. Kết thúc năm 2013, Bộ phim đã lọt vào top 10 phim nội ăn khách nhất Hàn Quốc mọi thời đại.
Phim đạt 7,8 triệu vé trong 18 ngày, trở thành bộ phim Hàn Quốc vượt qua mốc 7.000.000 vé nhanh nhất kể từ bộ phim Trộm (2012) lập trong 13 ngày. Người luật sư cũng là bộ phim thứ mười phá vỡ mốc 10 triệu vé tại Hàn Quốc.
Người luật sư đã thu về tổng cộng 82,880,761,300 ₩ tại Hàn Quốc và bán ra 11,375,954 vé.

## Giải thưởng và đề cử
| Năm  | Giải thưởng                                    | Thể loại                                           | Người nhận                  | Kết quả   |
| ---- | ---------------------------------------------- | -------------------------------------------------- | --------------------------- | --------- |
| 2014 | 8th Asian Film Awards                          | Best Actor                                         | Song Kang-ho                | Đề cử     |
| 2014 | 8th Asian Film Awards                          | Best Supporting Actress                            | Kim Young-ae                | Đề cử     |
| 2014 | 8th Asian Film Awards                          | Best Newcomer                                      | Yim Si-wan                  | Đề cử     |
| 2014 | 16th Udine Far East Film Festival              | Black Dragon Audience Award                        | Người luật sư               | Đoạt giải |
| 2014 | 16th Udine Far East Film Festival              | First Runner-up, Golden Mulberry Award             | Người luật sư               | Đoạt giải |
| 2014 | 19th Chunsa Film Art Awards                    | Best Actor                                         | Song Kang-ho                | Đoạt giải |
| 2014 | 19th Chunsa Film Art Awards                    | Best New Director                                  | Yang Woo-suk                | Đoạt giải |
| 2014 | 50th Baeksang Arts Awards                      | Grand Prize (Daesang) for Film                     | Song Kang-ho                | Đoạt giải |
| 2014 | 50th Baeksang Arts Awards                      | Best Film                                          | Người luật sư               | Đoạt giải |
| 2014 | 50th Baeksang Arts Awards                      | Best Actor                                         | Song Kang-ho                | Đề cử     |
| 2014 | 50th Baeksang Arts Awards                      | Best Supporting Actor                              | Kwak Do-won                 | Đề cử     |
| 2014 | 50th Baeksang Arts Awards                      | Best Supporting Actress                            | Kim Young-ae                | Đề cử     |
| 2014 | 50th Baeksang Arts Awards                      | Best New Director                                  | Yang Woo-suk                | Đoạt giải |
| 2014 | 50th Baeksang Arts Awards                      | Best New Actor                                     | Yim Si-wan                  | Đề cử     |
| 2014 | 50th Baeksang Arts Awards                      | Best Screenplay                                    | Yang Woo-suk, Yoon Hyeon-ho | Đề cử     |
| 2014 | 14th Director's Cut Awards                     | Best Actor                                         | Song Kang-ho                | Đoạt giải |
| 2014 | 14th Director's Cut Awards                     | Best New Director                                  | Yang Woo-suk                | Đoạt giải |
| 2014 | 14th Director's Cut Awards                     | Best Producer                                      | Choi Jae-won                | Đoạt giải |
| 2014 | 23rd Buil Film Awards                          | Best Film                                          | Người luật sư               | Đề cử     |
| 2014 | 23rd Buil Film Awards                          | Best Director                                      | Yang Woo-suk                | Đề cử     |
| 2014 | 23rd Buil Film Awards                          | Best Actor                                         | Song Kang-ho                | Đoạt giải |
| 2014 | 23rd Buil Film Awards                          | Best Supporting Actor                              | Kwak Do-won                 | Đoạt giải |
| 2014 | 23rd Buil Film Awards                          | Best Supporting Actress                            | Kim Young-ae                | Đoạt giải |
| 2014 | 23rd Buil Film Awards                          | Best New Director                                  | Yang Woo-suk                | Đề cử     |
| 2014 | 23rd Buil Film Awards                          | Best New Actor                                     | Yim Si-wan                  | Đề cử     |
| 2014 | 23rd Buil Film Awards                          | Best Screenplay                                    | Yang Woo-suk, Yoon Hyeon-ho | Đề cử     |
| 2014 | 23rd Buil Film Awards                          | Buil Reader's Jury Award                           | Người luật sư               | Đoạt giải |
| 2014 | 34th Korean Association of Film Critics Awards | Best Supporting Actor                              | Kwak Do-won                 | Đoạt giải |
| 2014 | 34th Korean Association of Film Critics Awards | Best New Director                                  | Yang Woo-suk                | Đoạt giải |
| 2014 | 34th Korean Association of Film Critics Awards | Critics' Top 10                                    | Người luật sư               | Đoạt giải |
| 2014 | 51st Grand Bell Awards                         | Best Film                                          | Người luật sư               | Đề cử     |
| 2014 | 51st Grand Bell Awards                         | Best Actor                                         | Song Kang-ho                | Đề cử     |
| 2014 | 51st Grand Bell Awards                         | Best Supporting Actor                              | Kwak Do-won                 | Đề cử     |
| 2014 | 51st Grand Bell Awards                         | Best Supporting Actress                            | Kim Young-ae                | Đoạt giải |
| 2014 | 51st Grand Bell Awards                         | Best New Director                                  | Yang Woo-suk                | Đoạt giải |
| 2014 | 51st Grand Bell Awards                         | Best New Actor                                     | Yim Si-wan                  | Đề cử     |
| 2014 | 51st Grand Bell Awards                         | Best Screenplay                                    | Yang Woo-suk, Yoon Hyeon-ho | Đoạt giải |
| 2014 | 51st Grand Bell Awards                         | Best Cinematography                                | Lee Tae-yoon                | Đề cử     |
| 2014 | 51st Grand Bell Awards                         | Best Editing                                       | Kim Sang-bum, Kim Jae-bum   | Đề cử     |
| 2014 | 51st Grand Bell Awards                         | Best Art Direction                                 | Ryu Seong-hee               | Đề cử     |
| 2014 | 51st Grand Bell Awards                         | Best Lighting                                      | Oh Seung-chul               | Đề cử     |
| 2014 | 51st Grand Bell Awards                         | Hana Financial Group Star Award (Popularity Award) | Yim Si-wan                  | Đoạt giải |
| 2014 | 35th Blue Dragon Film Awards                   | Best Film                                          | Người luật sư               | Đoạt giải |
| 2014 | 35th Blue Dragon Film Awards                   | Best Actor                                         | Song Kang-ho                | Đoạt giải |
| 2014 | 35th Blue Dragon Film Awards                   | Best Supporting Actor                              | Kwak Do-won                 | Đề cử     |
| 2014 | 35th Blue Dragon Film Awards                   | Best Supporting Actress                            | Kim Young-ae                | Đoạt giải |
| 2014 | 35th Blue Dragon Film Awards                   | Best New Director                                  | Yang Woo-suk                | Đề cử     |
| 2014 | 35th Blue Dragon Film Awards                   | Best New Actor                                     | Yim Si-wan                  | Đề cử     |
| 2014 | 35th Blue Dragon Film Awards                   | Best Screenplay                                    | Yang Woo-suk, Yoon Hyeon-ho | Đề cử     |
| 2014 | 35th Blue Dragon Film Awards                   | Best Cinematography                                | Lee Tae-yoon                | Đề cử     |
| 2014 | 35th Blue Dragon Film Awards                   | Best Editing                                       | Kim Sang-bum, Kim Jae-bum   | Đề cử     |
| 2014 | 35th Blue Dragon Film Awards                   | Best Lighting                                      | Oh Seung-chul               | Đề cử     |
| 2014 | 35th Blue Dragon Film Awards                   | Best Music                                         | Jo Yeong-wook               | Đề cử     |
| 2014 | 35th Blue Dragon Film Awards                   | Popular Star Award                                 | Yim Si-wan                  | Đoạt giải |
| 2014 | Korea Film Actor's Association Awards          | Korea's Top Film Star                              | Song Kang-ho                | Đoạt giải |
| 2014 | Korea Film Actor's Association Awards          | Popularity Award                                   | Yim Si-wan                  | Đoạt giải |